# Аравана
Аравана (Osteoglossum) — рід араваноподібних риб родини араванових (Osteoglossidae). Включає два види.

## Поширення
Рід поширений у тропічних прісних водоймах Південної Америки.

## Спосіб життя
Це хижаки, що харчуються членистоногими, такими як комахи та павуки, але вони також можуть полювати на дрібних хребетних тварин, таких як інші риби, жаби, ящірки, змії, миші, кажани та дрібні птахи. Вони можуть стрибати з води на висоту до 2 метрів, щоб впіймати здобич з гілок, стовбурів дерев або листя, через що вони отримали місцеву назву «водяні мавпи» або «риба-мавпа». У період розмноження самець захищає яйця і молодняк, заносячи їх в рот.

## Види
- Аравана срібляста (Osteoglossum bicirrhosum) Cuvier (ex Vandelli), 1829
- Аравана чорна (Osteoglossum ferreirai) Kanazawa, 1966